# Exeter City Football Club
Maillots
Actualités
L'Exeter City Football Club est un club de football professionnel anglais basé à Exeter. Il évolue depuis la saison 2022-2023 en EFL League One (troisième division anglaise). Surnommé les Grecians, l'origine de leur surnom est objet de spéculations et de débats. Le club est détenu par ses supporters par le biais de l'Exeter City Supporter's Trust. Exeter est un des deux clubs du Devon à jouer en Football League, l'autre étant Plymouth Argyle.
Exeter City est fondé en 1901 et commence à jouer à St. James Park, où le club joue toujours. Ils rejoignent la première division de la Southern League en 1904. Après un tour en Amérique du Sud en 1914 pour accroître la popularité du football sur le continent, le club devient à cette occasion le premier à jouer contre une équipe nationale brésilienne. Depuis, Exeter City et Fluminense sont devenus des clubs partenaires. Exeter City a participé à la création de la troisième division de la Football League en 1920. L'année suivante, le club joue en troisième division sud et remporte la Third Division South Cup en 1934. Exeter reste dans cette division jusqu'en 1958 où le club devient un des membres fondateurs de la Football League Fourth Division. Ils sont promus en 1963-1964, avant d'être relegués à nouveau au bout de deux saisons. Exeter City retrouve la troisième division en 1976-1977 durant sept saisons, avant de connaître à nouveau la relégation en 1984.
Exeter City remporte son premier championnat (quatrième division) en 1989-1990 sous la direction de Terry Cooper. Relégué en 1994, le club perd son statut en Football League à la fin de la saison 2002-2003. Il passe cinq saisons en Conference, perdant en finale des play-offs en 2007, mais obtenant sa promotion en les remportant l'année suivante. L'entraîneur Paul Tisdale a pu bâtir sur ce succès en étant promu de League Two (quatrième division) en 2008-2009, jouant durant trois saisons en League One. Jouant à nouveau en League Two, le club perd trois fois les play-offs d'accession en troisième division en 2017, 2018 et 2020, sous la direction de Matt Taylor. À la fin de la saison 2021-2022, ils obtiennent leur promotion en League One.

## Histoire

### Premières années

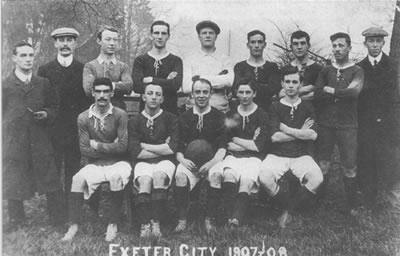
Exeter City, 1907–1908

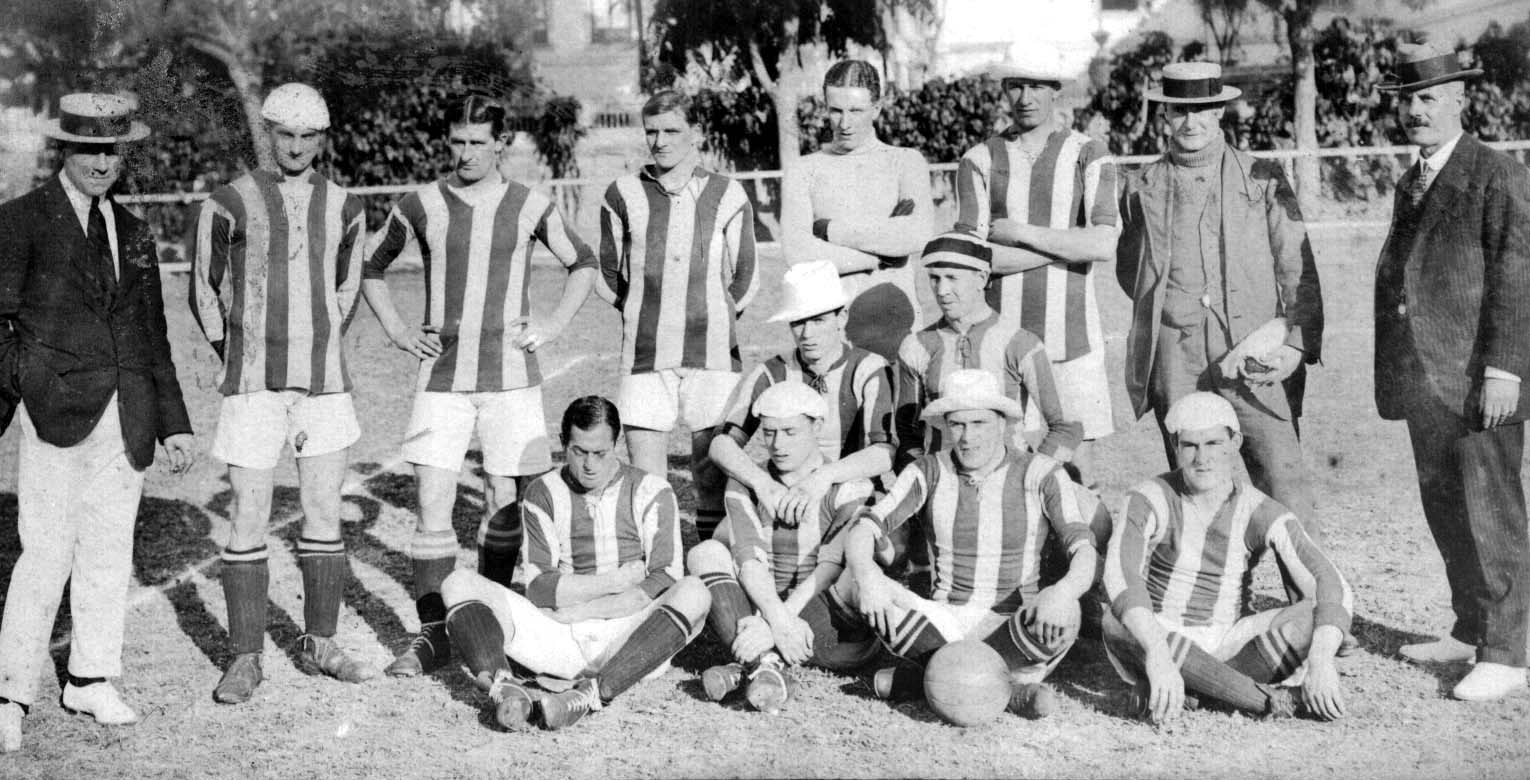
Exeter City, 1914.

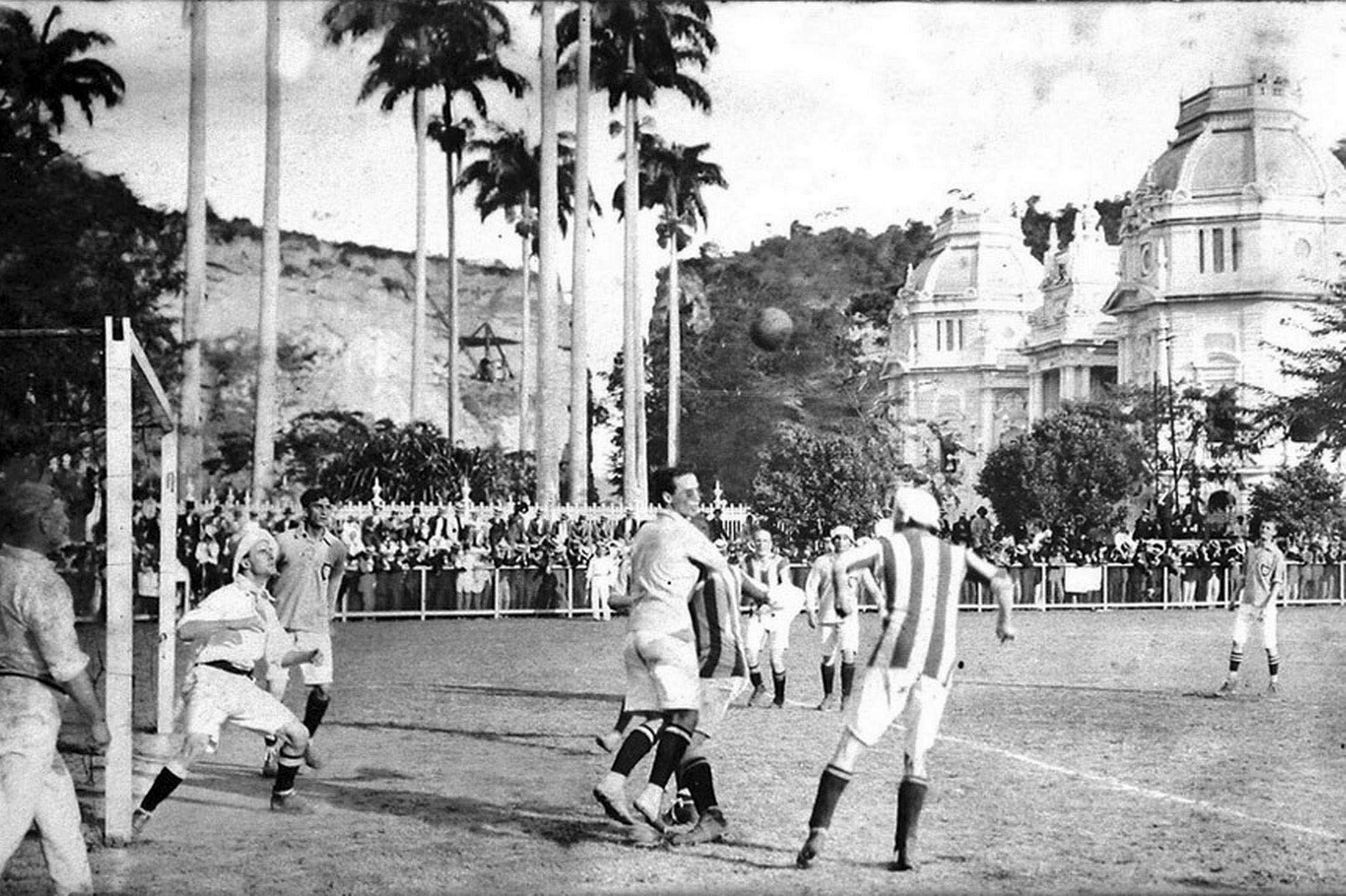
Match joué par Exeter City à Rio de Janeiro durant son tour d'Amérique du Sud en 1914.

Exeter City F.C. est issu de la fusion de deux clubs préexistants, Exeter United F.C. et St Sidwell's United. Exeter United était un club de football club d'Exeter, qui exista de 1890 à 1904. En 1904, Exeter United perd 3–1 contre leurs rivaux locaux de St Sidwell's United, et à l'issue de cette rencontre, la décision de fusionner les deux clubs est prise. Le nouveau club prend le nom de Exeter City et continue à jouer dans l'enceinte d'Exeter United, St James Park. Exeter United était la section football d'une équipe de cricket portant le même nom et est un des premiers clubs de football à porter le nom United. St Sidwell's United (aussi connu sous le nom de St Sidwell's Wesleyans et St Sidwell's Old Boys) est formé par des habitués du Foresters Inn sur Sidwell Street à Exeter, pub aussi connu sous le nom de Drum and Monkey. Exeter City joue à l'origine dans les anciennes couleurs de St Sidwell's, en vert et blanc.
Le 10 septembre 1904, Exeter City joue son premier match officiel, gagnant 2–1 victory à St James Park contre la 110th Battery of the Royal Artillery, en East Devon League. L'affluence était de 600 personnes, et le but victorieux est marqué par Sid Thomas, serviteur du club pendant plus de 70 ans. City remporte l'East Devon League avec un bilan de 11 victoires, deux matchs nuls, et une défaite durant sa première saison, et joue en Plymouth & District League les trois saisons suivantes.

En 1908, Exeter City A.F.C. devient une société anonyme. City devient une équipe professionnelle à plein-temps, et postule avec succès pour obtenir une place en Southern League, remplaçant Tottenham Hotspur. Une tribune en bois est érigée, et le club conclut un accord de location pour son stade.
Le 3 octobre 1908, City enregistre sa plus large victoire en FA Cup, une victoire 14-0 contre Weymouth durant le premier tour qualificatif de la compétition. James 'Daisy' Bell réalise un sextuplé, et 10 des 14 buts d'Exeter sont inscrits en première période.

City adopte ses couleurs actuelles (blanc et rouge) en 1910. Ce changement est du à un mauvais début de saison (seulement deux victoires en onze matchs). Son maillot vert et blanc étant censé lui porter malheur, l'équipe joue pour la première fois en rouge et blanc le 12 novembre en accueillant West Ham United. La rencontre se solde par un match nul 0–0, mais le club entame une série de cinq victoires consécutives en décembre, entérinant le changement de maillot.
City réalise un tour en Amérique du Sud en 1914, jouant huit matchs contre des équipes argentine et brésilienne. Le dernier match de ce tour, le 21 juillet 1914 oppose la première équipe du Brésil jouant sous l'autorité de la fédération nationale de football, nommée à l'époque Federação Brasileira de Sports, précurseuse de la Confédération brésilienne de football, créée le mois précédent. Le Brésil, avec sa première grande vedette, Arthur Friedenreich, remporte ce match 2-0 à l'Estádio das Laranjeiras à Rio, enceinte du Fluminense. Ce tour se solde par cinq victoires, un match nul et deux défaites. L'autre défaite du club a eu lieu lors d'un match se déroulant seulement 12 heures après l'arrivée des joueurs sur le continent.
Exeter City est invité par la Football League à intégrer la troisième division en 1920.

### Football League (1920–2003)

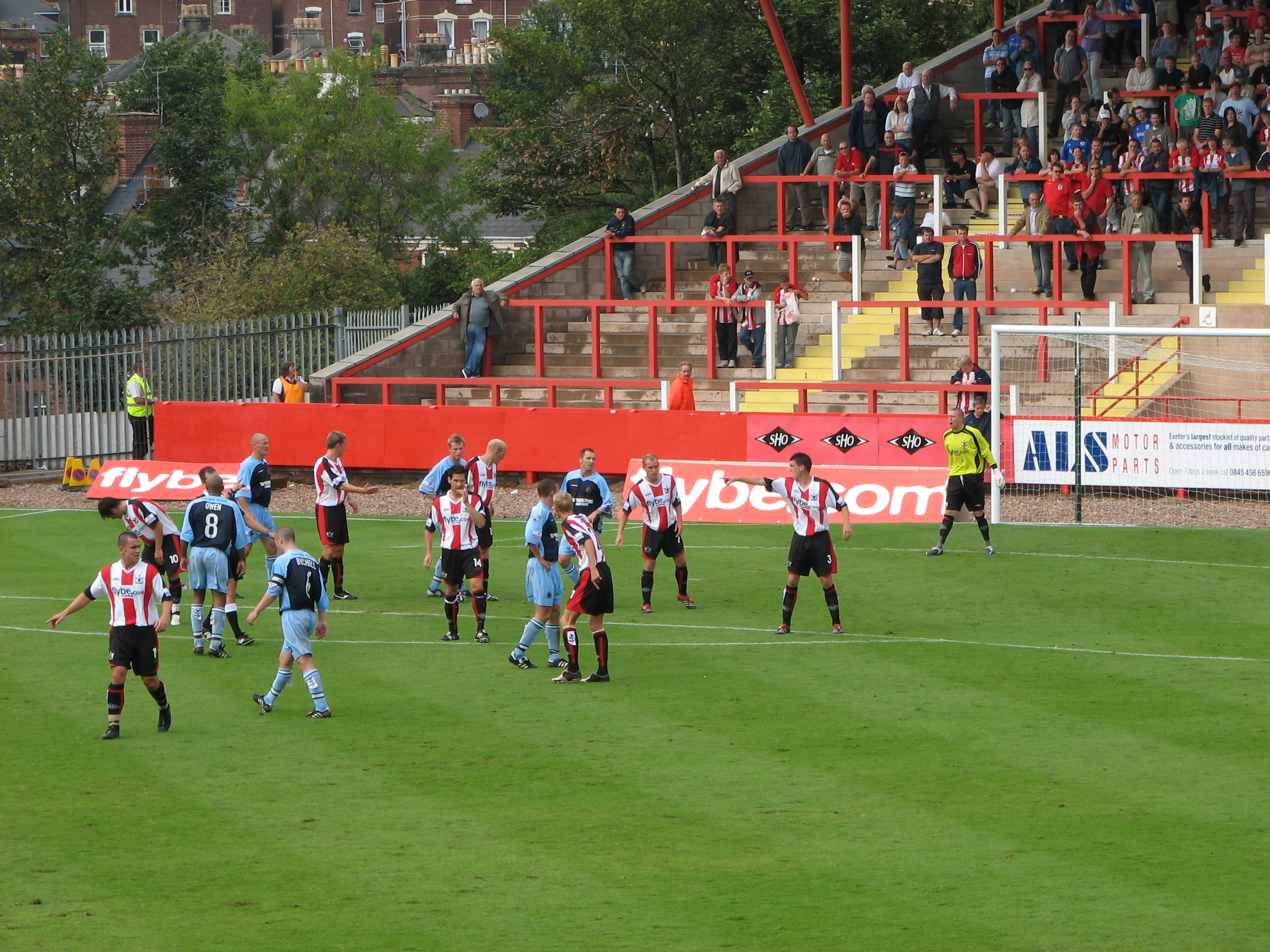
Exeter City vs Altrincham, a Conference National fixture played on 19 August 2006.

Le premier match d'Exeter City en Football League a lieu le 28 août 1920, à domicile contre Brentford et se solde par une victoire 3–0,. À l'issue de la saison, la troisième division est divisée géographiquement, Exeter City étant assigné à la zone sud.

En 1931, City atteint le sixième tour de la FA Cup, perdant lors d'un match à rejouer 4–2 contre Sunderland à domicile, attirant un nombre record de spectateurs. 50 ans plus tard, Exeter atteint à nouveau le sixième tour, mais perd 2–0 contre le futur vainqueur, Tottenham Hotspur. Durant les tours précédents, Exeter avait battu Newcastle United 4–0 et Leicester City.
En 1933, le club obtient son meilleur classement jusque-là en championnat, terminant 2e de Third Division South, mais n'obtient pas la promotion, seul le champion étant promu à cette époque. Ils n'ont jamais été aussi proches depuis d'atteindre la seconde division anglaise.
Durant la saison 1963–1964, City obtient sa première promotion, montant en troisième division. Cependant, le club est relégué deux saisons plus tard. Il faut attendre 1977 pour qu'Exeter City retourne en troisième division, sous la direction de Bobby Saxton.
La fin des années 1970 et le début des années 1980 est la période la plus riche en succès pour Exeter City en troisième division, avec notamment une 8e place en 1979-1980 et une épopée en FA Cup la saison suivante. Ses joueurs phares de l'époque sont Tony Kellow, John Delve et David Pullar.
Le seul trophée remporté par Exeter City est le titre obtenu en Fourth Division Championship en 1990. Durant cette saison, City remporte 20 matchs de championnat à St James Park, et reste invaincu durant 31 rencontres à domicile, avec notamment un nul obtenu contre Norwich City au troisième tour de FA Cup et contre Sunderland au quatrième tour de League Cup.
Après ce trophée, Exeter City a rarement brillé aux échelons supérieurs. Le départ de l'entraîneur et de joueurs-clés tels que Shaun Taylor, Richard Dryden, Clive Whitehead, Brian McDermott et Steve Neville laisse le nouvel entraîneur Alan Ball avec une équipe à reconstruire. Le club obtient quelques succès avec l'ancien champion du monde à sa tête - notamment des victoires aux matchs aller et retour contre Plymouth, à l'occasion des premiers derbys ayant lieu depuis plus d'une décennie lors de la saison 1992-1993— cependant Ball quitte le club pour Southampton en janvier 1994 et le retour de Cooper est insuffisant pour sauver Exeter de la relégation.
De retour en division inférieure, Exeter City connaît des difficultés pendant pratiquement une décennie, le président Ivor Doble amenant le club en redressement judiciaire, marquant le début d'une série d'événements entraînant la vente du stade. En novembre 1994, le club frôle la faillite et vend son stade à la société immobilière pour 650 000 £, mais est autorisé à y jouer après une décision du conseil municipal. Après deux années où le club est au bord de la faillite, le redressement judiciaire est levé le 1er août 1996, bien que les problèmes affectant son stade soient loin d'être résolus,.
En 2003, City finit 23e en Division Three et est relegué en cinquième division ; Exeter est le premier club à subir une relégation automatique sans pour autant avoir fini dernier du championnat. City remporte son dernier match contre Southend United 1–0, mais en raison de la victoire de Swansea contre Hull, ce résultat est insuffisant pour leur assurer le maintien.

### Cinquième division (2003–2008)
Après la relégation en Conference, le club est repris par l'Exeter City Supporters' Trust, qui rachète la majorité des parts du club le 5 septembre 2003. En mai 2007, deux dirigeants alors responsables du club durant la saison 2002–2003 sont reconnus coupables d'opérations frauduleuses alors qu'ils étaient à la tête du club, John Russell étant condamné à la prison et Mike Lewis a une peine de travaux généraux.
Endetté à hauteur de plusieurs millions de livres et sans grand investisseur en vue, le Trust maintient le club en vie grâce à des collecte de fonds auprès des supporters. Des litiges juridiques complexes avec le fisc et les autorités du football ont fait que la première saison d'Exeter en cinquième division est marquée par une grande incertitude en dehors des terrains,.
Afin de réduire les dettes du club, le programme « Red or Dead » est lancé par le club en 2004, des centaines de fans promettant de verser 500 £ chacun pour aider financièrement leur équipe. Cependant, la campagne du club en FA Cup provoque une hausse importante des revenus, les Grecians faisant match nul contre Manchester United à Old Trafford en janvier 2005. Le club mancunien décide de partager la recette du match avec Exeter City, soit 653 511 £ pour une affluence de 67 511 spectateurs. Les droits télévisés pour le match à rejouer, ainsi que des levées de fonds et du travail bénévole de la part des supporters du club permettent à Exeter City de redresser la barre en décembre 2005.
2004 est l'année du centenaire du club. En mai, un match amical est organisé contre des joueurs brésiliens à St James Park afin de célébrer le tour d'Exeter en Amérique du Sud en 1914. L'équipe brésilienne, comprenant notamment Careca et Dunga, l'emporte 1–0.

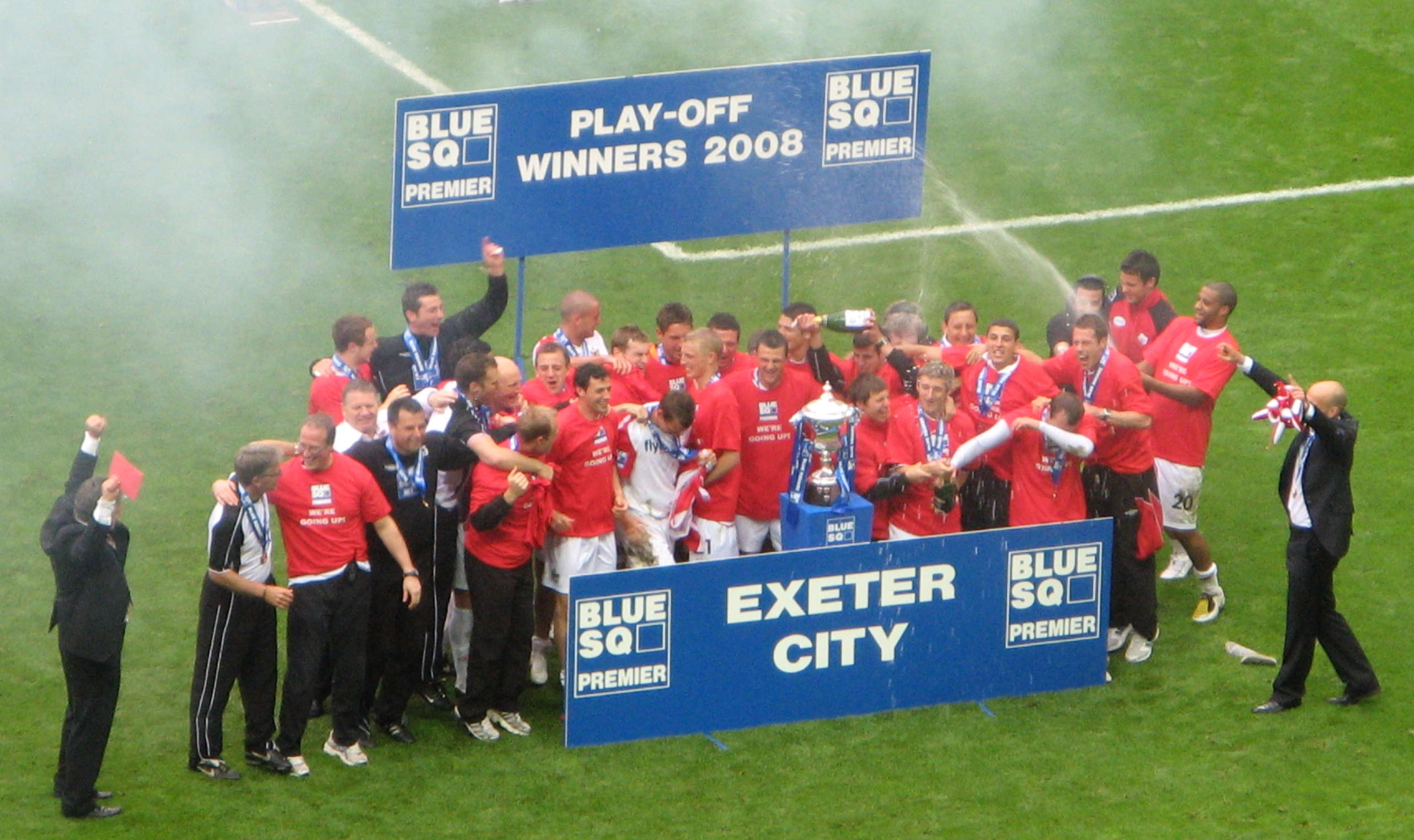
Célébration de la victoire en play-offs de Conference National, 2008

L'équipe première d'Exeter City termine la saison 2006–2007 à la cinquième place, se qualifiant pour les barrages. Après avoir battu aux tirs au but Oxford United en demi-finale, Exeter rencontre Morecambe à Wembley en finale, s'inclinant 2–1 après avoir mené au score.
Exeter atteint la finale des barrages la saison suivante. Le club semblait devoir s'incliner en demi-finale après une défaite 2-1 contre leurs rivaux de Torquay United, mais il l'emporte 4–1 au retour, inscrivant 3 buts lors des 20 dernières minutes. En finale Exeter rencontre Cambridge United devant 42 511 spectateurs, l'emportant 1–0 grâce à un but de Rob Edwards, obtenant sa promotion en League Two.

### Retour en Football League (depuis 2008)

#### League Two (2008–2009)
Le club continue sur sa lancée en terminant deuxième de League Two derrière Brentford. Un but de Richard Logan permet à Exeter d'obtenir la promotion en League One grâce à une victoire 1–0 à l'extérieur contre Rotherham United lors de la dernière journée de championnat.

#### League One (2009–2012)
La saison 2009–2010 est la 45e saison d'Exeter au troisième échelon du football anglais. Le club a joué plus de saisons à cet échelon que n'importe quel autre club n'ayant jamais atteint les deux premiers échelons du football anglais. Lors de leur première saison à cet échelon depuis 16 ans, le club se sauve à un point de la relégation ; un but à la 82e minute de la dernière journée de Ryan Harley contre Huddersfield Town permet au club de l'emporter 2–1 et de passer devant Gillingham au classement.
Le club connaît une tragédie le 10 août 2010, quelques jours après le début de la saison 2010–2011, avec le décès de l'attaquant Adam Stansfield d'un cancer à 31 ans. Le match de championnat suivant contre Dagenham & Redbridge le 14 août est reporté en hommage au joueur. Exeter termine la saison à la 8e place, à un point des barrages.
Après cette saison réussie, les espoirs sont élevés pour la saison 2011–2012, mais la forme médiocre de l'équipe à l'extérieur (seulement deux victoires sur toute la saison) entraîne la relégation d'Exeter en League Two. La relégation est actée le 28 avril 2012, après une défaite 4–1 contre Carlisle United.

#### League Two (2012–2022)

Graphique des performances annuelles d'Exeter City en Football League.

Le club reste la propriété de ses supporters, par l'intermédiaire de l'Exeter City Supporters Trust. Au cours de la saison 2012–2013, Exeter connaît une saison mitigée à cause de performances irrégulières, oscillant toute la saison entre la 1re et la 10e place. Exeter établit un nouveau record dans son histoire en remportant 11 matchs sur 23 à l'extérieur. Exeter a l'un des pourcentages de victoire à l'extérieur le plus élevé du championnat, cependant, la forme médiocre de l'équipe à domicile voit le club tomber d'une place de barragiste à une place dans le ventre mou du classement, à la 10e position. Les ambitions affichées en début de saison étaient d'obtenir la promotion directement, objectif réévalué à une place de barragiste en cours de saison. Tisdale considère que l'échec de cette saison est dû au grand nombre de blessures.
À la fin de la saison 2012–2013, le manque de fonds et de revenus conduit l'entraîneur Paul Tisdale à réduire son effectif : Jamie Cureton, meilleur buteur de la saison précédente avec 21 buts ; Guillem Bauzà, Kevin Amankwaah, n'ont pas pu renouveler leur contrat malgré l'attachement pour eux des supporters ; Mark Molesley, présent au club depuis une demi-saison ; les nouveaux contrats de Rhys Evans puis de Tully ont été annulés en raison des contraintes financières,. Malgré cela, Tisdale obtient la signature de Sam Parkin et de Doug Bergqvist.

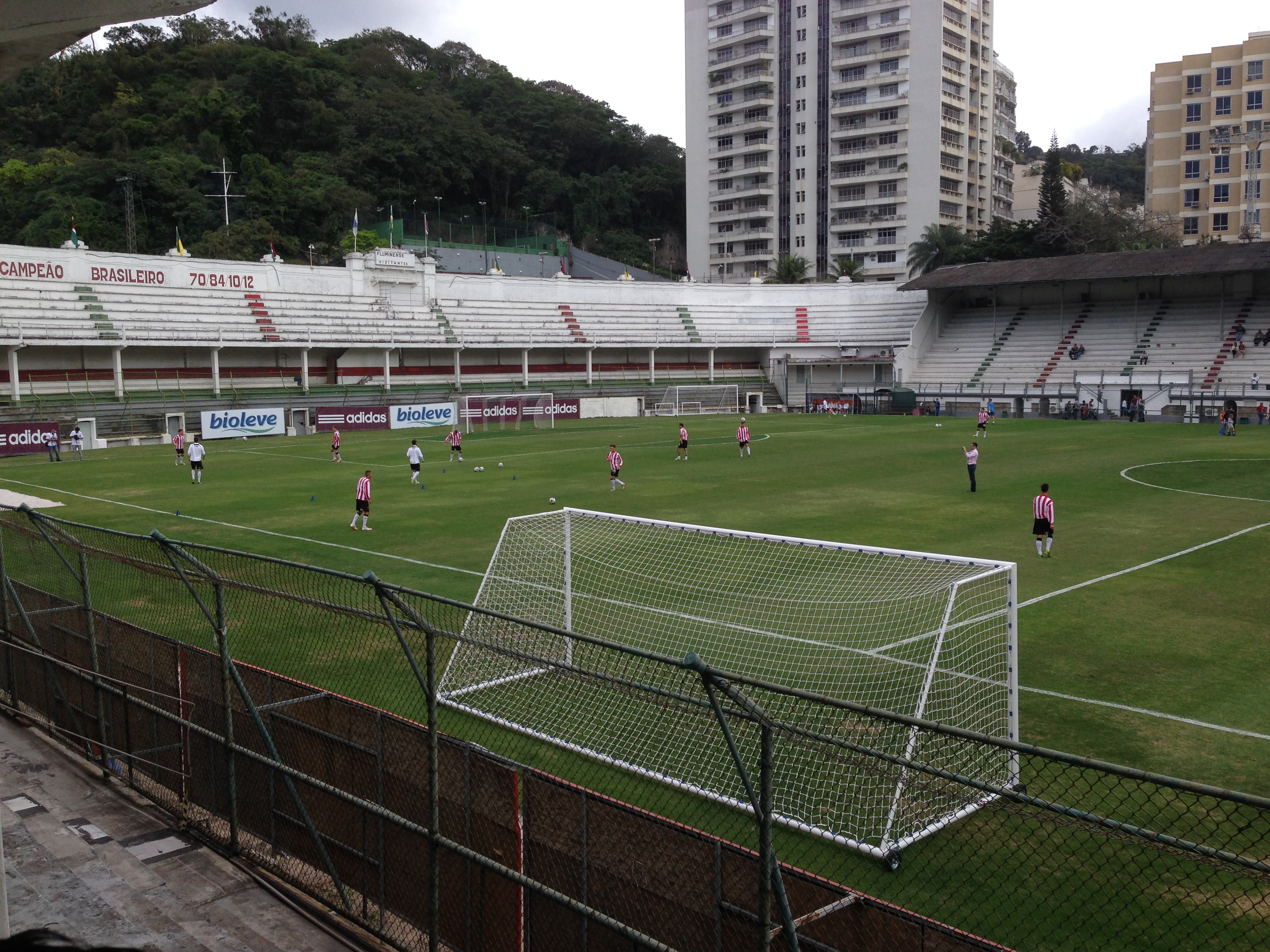
Échauffement d'Exeter City à l'Estádio das Laranjeiras avant leur match amical de pré-saison contre les moins de 23 ans de Fluminense en 2014.

En 2013–2014, Exeter joue en Football League Two et en Coupe de la Ligue, mais le club est éliminé au premier tour de cette compétition par Queens Park Rangers. En FA Cup, Exeter City est éliminé par Peterborough United au premier tour. En League Two, Exeter termine 16e.
Durant la présaison, après un match amical perdu 1-0 contre Reading, le club fait une petite tournée au Brésil pour célébrer les 100 ans de leur match contre le Brésil. Exeter City fait match nul 0–0 contre les moins de 23 ans de Fluminense, puis bat Tupi et le Rio Cricket Club respectivement 2–1 et 3–1. Exeter termine sa présaison par une défaite 2–0 contre Swansea et Torquay United.
Les premiers matchs de la saison 2014–2015 sont un match nul 1–1 contre Portsmouth en League Two et une défaite 2-0 contre AFC Bournemouth en Football League Cup. Les deux rencontres ont lieu à St James Park. Lors du premier tour de  FA Cup, ils sont battus 1-0 à l'extérieur par Warrington Town, un club de division inférieure. Le match est diffusé en direct sur la BBC Two. Les Grecians finissent dixième de League Two en 2014–2015, perdant leur place de barragiste quelques semaines avant la fin du championnat,.
Exeter City termine la saison 2015-2016 à la 14e position, une saison marquée par un mémorable match nul 2–2 contre Liverpool en.
Lors de la saison 2016–2017 season, Exeter City fait un mauvais début de saison, et est mal classé en championnat en novembre. Cependant, un déclic se produit et Exeter termine 5e du championnat, obtenant une place de barragiste. Après un match nul 3-3 au match aller contre Carlisle en demi-finale, le match retour se conclut par une victoire 3-2 d'Exeter City, succès obtenu grâce à un but de Jack Stacey à la 95e minute. La finale se déroule à Wembley le 28 mai, face à Blackpool, et se solde par une défaite 2-1 d'Exeter City.
Continuant sur leur lancée de la saison précédente, les joueurs d'Exeter commencent la saison 2017-2018 par une série de 5 matchs sans défaites, battant notamment Cheltenham par 7 buts d'écart. Comme la saison précédente, le club obtient une place en finale de barrages, battu cette fois par Coventry.
Le 1er juin 2018, le club annonce qu'après 12 années, Paul Tisdale a décidé de ne pas renouveler son contrat, et annonce son remplacement par l'ancien capitaine du club et entraîneur des moins de 23 ans Matt Taylor.

#### League One (depuis 2022)
Le 26 avril 2022, Exeter obtient la promotion en EFL League One grâce à une victoire 2-1 contre Barrow à St James Park, terminant la saison 2021–2022 à la seconde place.

## Identité du club

### Logos

Logo de 1989 à 2016.
Logo depuis 2016.

### Surnom
Le club est surnommé The Grecians, un nom dont l'origine reste l'objet de nombreuses spéculations.
Une théorie est qu'en 1908 le club a choisi ce nom en raison de son association avec la paroisse de St Sidwells. Historiquement, les habitants de la paroisse de St Sidwells sont connus sous le nom de « Greeks » ou Grecians. Ce nom est possiblement du à l'emplacement de la paroisse, derrière les murs de la ville. En effet, dans le poème épique d'Homère l'Iliade, les forces grecques font le siège des murs de Troie.
Cependant, de façon plus plausible, ce surnom serait né des rivalités entre les garçons de la ville et ceux de St Sidwells au cours de compétition sportive annuelle.
Il a aussi été suggéré que le nom dériverait d'un groupe d'enfants de St Sidwells qui étaient surnommés les Greasy Un's. Une autre possibilité serait que ce surnom dérive d'une bijouterie de Sidewell Street, proche du stade, ayant une horloge sur sa devanture avec le nom Grecians inscrit dessus.
Une autre théorie suggère que ce nom dériverait de Caerwysg, le nom gallois pour (Caer = fort, Wysg = Exe – fort sur la rivière Exe, similaire au cornique Karesk). Ainsi, les citoyens sont appelés en gallois Caer Iscuns, nom qui aurait pu évoluer en Grecians.

## Supporters et rivalités

### Supporters célèbres
Chris Martin, le chanteur de Coldplay, Adrian Edmondson, le nageur Liam Tancock, et le batteur des Hoosiers Alan Sharland sont supporters d'Exeter City. Le chanteur Joss Stone est membre du supporter trust, ayant été introduit aux supporters en tant que nouveau membre lors d'un match de League Cup contre Liverpool.
En 2002, le chanteur Michael Jackson a été nommé dirigeant honoraire d'Exeter City. Il se rend à St James Park par son ami Uri Geller, membre du comité directeur. L'équipage du HMS Defender (D36) s'est déclaré supporter d'Exeter City et utilise leurs couleurs.

### Rivalités
Une enquête menée en 2003 auprès des supporters d'Exeter City révèle qu'ils considèrent que leur principal rival est Plymouth Argyle. Les deux clubs se sont rencontrés pour la première fois en match officiel en 1908, lorsque les deux équipes étaient en Southern League. Ils se sont rencontrés de manière intermittente, Plymouth évoluant régulièrement en division supérieure. Les supporters partagent une rivalité amicale avec Torquay United, un club qui considère Exeter comme son rival principal. Les deux clubs sont proches géographiquement et se sont rencontrés pour la première fois en 1927 après l'accession de Torquay en Football League. Les matchs entre ces trois clubs sont appelés « derbies du Devon »,. Malgré leur rivalité sur le terrain, Torquay a aidé Exeter durant les difficultés financières du club en 2003 en cédant les recettes d'un match amical de présaison. En retour, Exeter a cédé en 2015 aux Gulls ses recettes pour aider le club en difficulté financière, Torquay ayant du fermé son académie et résilier le contrat de son entraîneur Chris Hargreaves.

## Joueurs

### Numéros retirés
À la suite du décès d'Adam Stansfield d'un cancer colorectal durant la saison 2010-2011, le club retire le numéro 9 pour les neuf saisons suivantes. Depuis la saison 2020-2021, ce numéro n'est porté que par des joueurs issus du centre de formation du club,. Le 2 septembre 2022, il est annoncé que le fils d'Adam Stansfield, Jay Stansfield allait être prêté à Exeter City toute la saison, marchand sur les traces de son père en portant le numéro 9.

### Joueurs notables
Cliff Bastin, a démarré sa carrière à Exeter City avant de jouer pour Arsenal et l'équipe d'Angleterre, tout comme Maurice Setters, vainqueur de la FA Cup 1963 avec Manchester United, et le gardien Dick Pym, international anglais et joueur de Bolton Wanderers. La vente de Pym à Bolton en 1921, pour un montant de 5 000 £, a permis à Exeter d'acheter St. James Park.
L'ancien joueur d'Exeter City George Reader a arbitré la finale de la Coupe du monde 1950, devenant le premier anglais à le faire.
Récemment, des joueurs issus du centre de formation d'Exeter City Academy tels que Dean Moxey, George Friend, Matt Grimes, Ethan Ampadu et Ollie Watkins ont rejoint des clubs de Premier League. Ethan Ampadu (fils de l'ancien joueur d'Arsenal et Exeter City Kwame Ampadu) est sélectionné pour la première fois en équipe du pays de Galles en 2017, et il a joué pour son pays à l'Euro 2020. Watkins, qui était au club lorsqu'il fut nommé Jeune Joueur de la saison 2017 de l'EFL et a apporté le « montant record du club » lors de son départ,, a obtenu sa première sélection avec l'équipe d'Angleterre en 2021. Jamie Mackie, joueur des Grecians entre 2005 et 2008, a ensuite joué 60 matchs avec QPR, et obtenu 9 sélections en équipe d'Écosse.
Lors d'une enquête publiée par la Professional Footballers' Association en décembre 2007, Alan Banks était le joueur favori des supporters d'Exeter City.

#### Panthéon
En 2014 Exeter City – en partenariat avec le Collège d'Exeter, l'Heritage Lottery Fund, le South West Heritage Trust et l'ECFCST – a créé son panthéon (Hall of Fame). Ce panthéon met en avant les succès et les contributions des « légendes authentiques » du club,.
Le panthéon comprend les joueurs suivants :
| Année d'inscription | Nom             | Nationalité               | Position | Années au club                  | Championnat | Championnat | Réf |
| Année d'inscription | Nom             | Nationalité               | Position | Années au club                  | Apps        | Buts        | Réf |
| ------------------- | --------------- | ------------------------- | -------- | ------------------------------- | ----------- | ----------- | --- |
| 2014                | Alan Banks      | Drapeau de l'Angleterre   | ATT      | 1963–1966, 1967–1973            | 258         | 101         | ,   |
| 2014                | Cliff Bastin    | Drapeau de l'Angleterre   | ATT      | 1928–1929                       | 17          | 6           | ,   |
| 2014                | Reg Clarke      | Drapeau de l'Angleterre   | MF       | 1927–1937                       | 315         | 18          | ,   |
| 2014                | Dermot Curtis   | Drapeau de l'Irlande      | ATT      | 1963–1966, 1967–1969            | 157         | 33          | ,   |
| 2014                | Jimmy Giles     | Drapeau de l'Angleterre   | DF       | 1971–1975, 1977–1981            | 313         | 13          | ,   |
| 2014                | Tony Kellow     | Drapeau de l'Angleterre   | ATT      | 1976–1978, 1980–1984, 1985–1988 | 332         | 129         | ,   |
| 2014                | Arnold Mitchell | Drapeau de l'Angleterre   | MF       | 1952–1966                       | 495         | 44          | ,   |
| 2014                | Dick Pym        | Drapeau de l'Angleterre   | GB       | 1911–1921                       | 203         | 0           | ,   |
| 2017                | Peter Hatch     | Drapeau de l'Angleterre   | DF       | 1973–1982                       | 346         | 18          | ,   |
| 2017                | Graham Rees     | Drapeau du pays de Galles | FW       | 1954–1966                       | 345         | 85          | ,   |
| 2017                | Adam Stansfield | Drapeau de l'Angleterre   | ATT      | 2006–2010                       | 158         | 39          | ,   |
| 2017                | Sid Thomas      | Drapeau de l'Angleterre   | ATT      | 1904–1908                       | 38          | 16          | ,   |

### Entraîneurs
Au 28 mars 2023
| Nom                        | Du                | Au                | Matchs | Victoires | Nuls | Défaites | % victoires | Palmarès / Notes |
| -------------------------- | ----------------- | ----------------- | ------ | --------- | ---- | -------- | ----------- | --- |
| Inconnu                    | 1904              | 1908              | —      | —         | —    | —        | —           | |
| Arthur Chadwick            | 1er avril 1908    | 31 décembre 1922  | 113    | 31        | 32   | 50       | 27.43 %     | |
| Fred Mavin                 | 1er janvier 1923  | 1er novembre 1927 | 209    | 76        | 41   | 92       | 36.36 %     | |
| Dave Wilson                | 1er mars 1928     | 1er février 1929  | 42     | 11        | 10   | 21       | 26.19 %     | |
| Billy McDevitt             | 1er février 1929  | 30 septembre 1935 | 295    | 117       | 66   | 112      | 39.66 %     | |
| Jack English               | 1er octobre 1935  | 31 mai 1939       | 168    | 48        | 48   | 72       | 28.57 %     | |
| George Roughton            | 1er août 1945     | 1er mars 1952     | 270    | 99        | 55   | 116      | 36.67 %     | |
| Norman Kirkman             | 1er mars 1952     | 31 mars 1953      | 52     | 14        | 16   | 22       | 26.92 %     | |
| Tim Ward                   | 1953              | 1953              | —      | —         | —    | —        | —           | |
| Norman Dodgin              | 1er avril 1953    | 30 avril 1957     | 199    | 62        | 50   | 87       | 31.16 %     | |
| Bill Thompson              | 1er mai 1957      | 1er janvier 1958  | 28     | 7         | 5    | 16       | 25 %        | |
| Frank Broome               | 1er janvier 1958  | 31 mai 1960       | 116    | 48        | 26   | 42       | 41.38 %     | |
| Glen Wilson                | 1er juin 1960     | 30 avril 1962     | 97     | 27        | 24   | 46       | 27.84 %     | |
| Cyril Spiers               | 1er mai 1962      | 1er février 1963  | 28     | 7         | 4    | 17       | 25 %        | |
| Jack Edwards               | 1er février 1963  | 31 janvier 1965   | 102    | 41        | 33   | 28       | 40.19 %     | |
| Ellis Stuttard             | 1er février 1965  | 1er juin 1966     | 66     | 16        | 19   | 31       | 24.24 %     | |
| Jack Basford               | 1er juin 1966     | 30 avril 1967     | 50     | 15        | 16   | 19       | 30 %        | |
| Frank Broome               | 1er mai 1967      | 1er février 1969  | 91     | 23        | 31   | 37       | 25.27 %     | Second mandat |
| Johnny Newman              | 1er avril 1969    | 21 décembre 1976  | 377    | 138       | 98   | 141      | 36.6 %      | |
| Bobby Saxton               | 1er janvier 1977  | 5 janvier 1979    | 109    | 45        | 33   | 31       | 41.28 %     | |
| Brian Godfrey              | 1er janvier 1979  | 1er juin 1983     | 240    | 88        | 57   | 95       | 36.67 %     | |
| Gerry Francis              | 20 juillet 1983   | 14 mai 1984       | 50     | 6         | 16   | 28       | 12 %        | |
| Jim Iley                   | 7 juin 1984       | 30 avril 1985     | 47     | 13        | 14   | 20       | 27.66 %     | |
| Colin Appleton             | 1er mai 1985      | 11 décembre 1987  | 128    | 35        | 46   | 47       | 27.34 %     | |
| John Delve                 | 11 décembre 1987  | 8 mai 1988        | 27     | 4         | 9    | 14       | 14.81 %     | |
| Terry Cooper               | 9 mai 1988        | 1er août 1991     | 157    | 67        | 26   | 64       | 42.68 %     | Champion de Fourth Division : 1989–1990 |
| Alan Ball                  | 6 août 1991       | 20 janvier 1994   | 135    | 36        | 43   | 56       | 26.67 %     | |
| Terry Cooper               | 24 janvier 1994   | 31 juillet 1995   | 69     | 14        | 16   | 39       | 20.29 %     | Second mandat |
| Peter Fox                  | 1er août 1995     | 9 janvier 2000    | 235    | 69        | 70   | 96       | 29.36 %     | |
| Noel Blake                 | 10 janvier 2000   | 24 septembre 2001 | 86     | 20        | 24   | 42       | 23.26 %     | |
| John Cornforth             | 24 septembre 2001 | 6 octobre 2002    | 54     | 17        | 14   | 23       | 31.48 %     | |
| Eamonn Dolan               | 6 octobre 2002    | 17 octobre 2002   | 1      | 0         | 1    | 0        | 0 %         | Intérimaire |
| Neil McNab                 | 17 octobre 2002   | 25 février 2003   | 26     | 6         | 8    | 12       | 23.08 %     | |
| Gary Peters                | 25 février 2003   | 24 mai 2003       | 13     | 5         | 5    | 3        | 38.46 %     | |
| Eamonn Dolan               | 9 juin 2003       | 7 octobre 2004    | 62     | 26        | 19   | 17       | 41.94 %     | |
| Steve Perryman Scott Hiley | 7 octobre 2004    | 18 octobre 2004   | 2      | 0         | 2    | 0        | 0 %         | Intérimaires |
| Alex Inglethorpe           | 18 octobre 2004   | 25 juin 2006      | 89     | 44        | 16   | 29       | 49.44 %     | Demi-finaliste du FA Trophy : 2005–2006 |
| Paul Tisdale               | 26 juin 2006      | 1er juin 2018     | 626    | 241       | 159  | 226      | 38.50 %     | Finaliste des barrages de Conference National : 2006–2007 Vainqueur des barrages de Conference National : 2007–2008 Deuxième de League Two : 2008–2009 Entraîneur de l'année 2008-2009 de League Two : 2009 Finaliste du Football League Trophy : 2010–2011 Finaliste des barrages de League Two : 2016–2017, 2017–2018 |
| Matt Taylor                | 1er juin 2018     | 4 octobre 2022    | 227    | 100       | 67   | 60       | 44.05 %     | Finaliste des barrages de League Two : 2019–2020 Deuxième de League Two : 2021–2022 |
| Kevin Nicholson Jon Hill   | 4 octobre 2022    | 24 octobre 2022   | 6      | 3         | 0    | 3        | 50 %        | Intérimaires |
| Gary Caldwell              | 24 octobre 2022   | Actuellement      | 25     | 9         | 7    | 9        | 36.00 %     | Entraîneur actuel |

## Présidents
Les personnes suivantes ont été présidentes du club :
| Period    | Name                                      |
| --------- | ----------------------------------------- |
| 1904–1905 | C Fey                                     |
| 1905–1906 | Edgar Vincent, 1er Vicomte D'Abernon      |
| 1906–1908 | William Fenwick                           |
| 1907      | F H Gardner                               |
| 1908–1910 | Captain F J Harvey                        |
| 1910–1936 | Michael J. McGahey                        |
| 1936–1942 | Colonel Frederick Joseph Collymore Hunter |
| 1945–1957 | Sidney H Thomas                           |
| 1957–1959 | Albert Stanley Line                       |
| 1959–1961 | George Gillin                             |
| 1961–19   | Reg Rose                                  |
| 1967–1970 | Leslie Kerslake                           |
| 1970–1974 | Fred Dart                                 |
| 1974–1982 | Gerald Vallance                           |
| 1982–1985 | Clifford Hill                             |
| 1985      | Byron Snell                               |
| 1985–2002 | Ivor Doble                                |
| 2002–2003 | John Lewis †                              |
| 2002–2003 | Uri Geller †                              |
| 2003–2006 | Dr David Treharne                         |
| 2006–2010 | Denise Watts                              |
| 2010-2014 | Edward Chorlton OBE                       |
| 2014–2020 | Julian Tagg                               |
| 2020–2021 | Richard Pym                               |
| 2021–     | Nick Hawker                               |

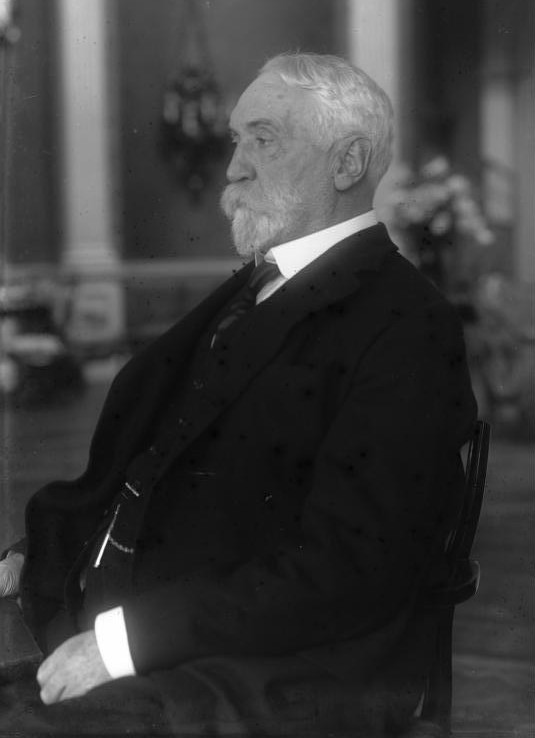
Le Membre du Parlement conservateur d'Exeter, Edgar Vincent, 1er Vicomte D'Abernon, a été le deuxième président du club

† Indique la fonction de coprésident
1. ↑  Geller a été officiellement élu coprésident avec Russell lors d'une réunion du conseil d'administration le 21 mai 2002. Cependant, il n'a jamais été officiellement enregistré, même en tant que directeur[123].

## Résultats sportifs

### Palmarès
- Championnat national de troisième niveau
  - Division Three - South
    - Vice-champion en 1933.

- Championnat national de quatrième niveau
  - Division Four
    - Champion en 1990.
    - Vice-champion en 1977

  - Football League Two
    - Vice-champion en 2009 et 2022.

- Championnat national de cinquième niveau
  - Conference National
    - Vainqueur des play-offs en 2008.
    - Finaliste des play-offs en 2007.

- Coupes
  - FA Cup
    - Meilleure performance : quart-de-finaliste en 1931, 1981.

  - Football League Third Division South Cup
    - Vainqueur en 1934.

  - EFL Trophy
    - Finaliste section sud en 1993, 2000 et 2011.

### Non-league
- FA Trophy
  - Meilleure performance : demi-finaliste en 2006.
- Devon St. Luke's Challenge Cup
  - Vainqueurs (22) : 1926, 1927, 1928, 1954, 1959, 1961, 1962, 1963, 1964, 1965, 1968, 1974, 1985, 1986, 1987, 1997, 1998, 2002, 2004, 2005, 2009, 2019[124].
- East Devon Senior Cup
  - Vainqueurs (3) : 1954, 1981, 1982[125]
  - Finalistes (1) : 1904 – en tant que St. Sidwell's United
- Trowbridge Charity Cup
  - Vainqueurs (1) : 1928[126]
- Hospital Cup
  - Vainqueurs (1) : 1970[126]
- Bill Slee Cup
  - Vainqueurs (1) : 1986[127]
- Brian Lomax Supporters Direct Cup
  - Vainqueurs (1) : 2018[126]

### Records du club
- Plus large victoire
  - 8–1 contre Coventry City, 1926
  - 8–1 contre Aldershot, 1935 (le score était de 0-0 à la pause).
- Plus large victoire en FA Cup – 14–0 contre Weymouth, 1908.
- Match le plus prolifique - 11-6 contre Crystal Palace, Third Division South Cup 1933-1934.
- Plus large défaite en championnat
  - 0–9 contre Notts County, 1948
  - 0–9 contre Northampton Town, 1958.
- Record d'affluence à domicile[128] – 20 984 contre Sunderland, Match à rejouer du sixième tour de FA Cup, 1931.
- Record d'affluence à l'extérieur[128] – 67 551 contre Manchester United à Old Trafford, troisième tour de FA Cup, 2005
- Plus grand nombre de victoires à l'extérieur lors d'une saison en championnat[129] – 13 victoires (sur 23 matchs) en 2016–2017.

### Bilan par saison
Le tableau suivant présente les résultats d'Exeter City en championnat depuis la saison 1908-1909.
Résultats par saison d'Exeter City
| Saison    | Championnat              | Hiérarchie | Hiérarchie | Hiérarchie | Pts | J  | G  | N  | P  | Bp | Bc  | Diff |
|           | Compétition régionale    | I          | II         | -          |     |    |    |    |    |    |     |      |
| --------- | ------------------------ | ---------- | ---------- | ---------- | --- | -- | -- | -- | -- | -- | --- | ---- |
| 1908-1909 | Southern League Div. One | 6/21       |            |            | 42  | 40 | 18 | 6  | 16 | 56 | 65  | -9   |
| 1909-1910 | Southern League Div. One | 18/22      |            |            | 34  | 42 | 14 | 6  | 22 | 60 | 69  | -9   |
| 1910-1911 | Southern League Div. One | 13/20      |            |            | 37  | 38 | 14 | 9  | 15 | 51 | 53  | -2   |
| 1911-1912 | Southern League Div. One | 15/20      |            |            | 33  | 38 | 11 | 11 | 16 | 48 | 62  | -14  |
| 1912-1913 | Southern League Div. One | 7/20       |            |            | 44  | 38 | 18 | 8  | 12 | 48 | 44  | +4   |
| 1913-1914 | Southern League Div. One | 12/20      |            |            | 36  | 38 | 10 | 16 | 12 | 39 | 38  | +1   |
| 1914-1915 | Southern League Div. One | 11/20      |            |            | 38  | 38 | 15 | 8  | 15 | 50 | 41  | +9   |
| 1919-1920 | Southern League Div. One | 10/22      |            |            | 43  | 42 | 17 | 9  | 16 | 57 | 51  | +6   |
|           | Compétition nationale    | III        | IV         | V          |     |    |    |    |    |    |     |      |
| 1920-1921 | Division Three           | 19/22      |            |            | 35  | 42 | 10 | 15 | 17 | 39 | 54  | -15  |
| 1921-1922 | Division Three - South   | 21/22      |            |            | 34  | 42 | 11 | 12 | 19 | 38 | 59  | -21  |
| 1922-1923 | Division Three - South   | 20/22      |            |            | 33  | 42 | 13 | 7  | 22 | 47 | 84  | -37  |
| 1923-1924 | Division Three - South   | 16/22      |            |            | 37  | 42 | 15 | 7  | 20 | 37 | 52  | -15  |
| 1924-1925 | Division Three - South   | 7/22       |            |            | 47  | 42 | 19 | 9  | 14 | 59 | 48  | +11  |
| 1925-1926 | Division Three - South   | 20/22      |            |            | 35  | 42 | 15 | 5  | 22 | 72 | 70  | +2   |
| 1926-1927 | Division Three - South   | 12/22      |            |            | 40  | 42 | 15 | 10 | 17 | 76 | 73  | +3   |
| 1927-1928 | Division Three - South   | 8/22       |            |            | 46  | 42 | 17 | 12 | 13 | 70 | 60  | +10  |
| 1928-1929 | Division Three - South   | 21/22      |            |            | 29  | 42 | 9  | 11 | 22 | 67 | 88  | -21  |
| 1929-1930 | Division Three - South   | 16/22      |            |            | 35  | 42 | 12 | 11 | 19 | 67 | 73  | -6   |
| 1930-1931 | Division Three - South   | 13/22      |            |            | 42  | 42 | 17 | 8  | 17 | 84 | 90  | -6   |
| 1931-1932 | Division Three - South   | 7/22       |            |            | 47  | 42 | 20 | 7  | 15 | 77 | 62  | +15  |
| 1932-1933 | Division Three - South   | 2/22       |            |            | 58  | 42 | 24 | 10 | 8  | 88 | 48  | +40  |
| 1933-1934 | Division Three - South   | 9/22       |            |            | 43  | 42 | 16 | 11 | 15 | 68 | 57  | +11  |
| 1934-1935 | Division Three - South   | 11/22      |            |            | 41  | 42 | 16 | 9  | 17 | 70 | 75  | -5   |
| 1935-1936 | Division Three - South   | 22/22      |            |            | 27  | 42 | 8  | 11 | 23 | 59 | 93  | -34  |
| 1936-1937 | Division Three - South   | 21/22      |            |            | 32  | 42 | 10 | 12 | 20 | 59 | 88  | -29  |
| 1937-1938 | Division Three - South   | 17/22      |            |            | 38  | 42 | 13 | 12 | 17 | 57 | 70  | -13  |
| 1938-1939 | Division Three - South   | 14/22      |            |            | 40  | 42 | 13 | 14 | 15 | 65 | 82  | -17  |
| 1939-1940 | Division Three - South   | ABAND      |            |            | 5   | 3  | 2  | 1  | 0  | 5  | 3   | +2   |
| 1946-1947 | Division Three - South   | 15/22      |            |            | 39  | 42 | 15 | 9  | 18 | 60 | 69  | -9   |
| 1947-1948 | Division Three - South   | 11/22      |            |            | 41  | 42 | 15 | 11 | 16 | 55 | 63  | -8   |
| 1948-1949 | Division Three - South   | 12/22      |            |            | 40  | 42 | 15 | 10 | 17 | 63 | 76  | -13  |
| 1949-1950 | Division Three - South   | 16/22      |            |            | 39  | 42 | 14 | 11 | 17 | 63 | 75  | -12  |
| 1950-1951 | Division Three - South   | 14/24      |            |            | 42  | 46 | 18 | 6  | 22 | 62 | 85  | -23  |
| 1951-1952 | Division Three - South   | 23/24      |            |            | 35  | 46 | 13 | 9  | 24 | 65 | 86  | -21  |
| 1952-1953 | Division Three - South   | 17/24      |            |            | 40  | 46 | 13 | 14 | 19 | 61 | 71  | -10  |
| 1953-1954 | Division Three - South   | 9/24       |            |            | 48  | 46 | 20 | 8  | 18 | 68 | 58  | +10  |
| 1954-1955 | Division Three - South   | 22/24      |            |            | 37  | 46 | 11 | 15 | 20 | 47 | 73  | -26  |
| 1955-1956 | Division Three - South   | 16/24      |            |            | 40  | 46 | 15 | 10 | 21 | 58 | 77  | -19  |
| 1956-1957 | Division Three - South   | 21/24      |            |            | 37  | 46 | 12 | 13 | 21 | 61 | 79  | -18  |
| 1957-1958 | Division Three - South   | 24/24      |            |            | 31  | 46 | 11 | 9  | 26 | 57 | 99  | -42  |
| 1958-1959 | Division Four            |            | 5/24       |            | 57  | 46 | 23 | 11 | 12 | 87 | 61  | +26  |
| 1959-1960 | Division Four            |            | 9/24       |            | 49  | 46 | 19 | 11 | 16 | 80 | 70  | +10  |
| 1960-1961 | Division Four            |            | 21/24      |            | 38  | 46 | 14 | 10 | 22 | 66 | 94  | -28  |
| 1961-1962 | Division Four            |            | 18/23      |            | 37  | 44 | 13 | 11 | 20 | 62 | 77  | -15  |
| 1962-1963 | Division Four            |            | 17/24      |            | 42  | 46 | 16 | 10 | 20 | 57 | 77  | -20  |
| 1963-1964 | Division Four            |            | 4/24       |            | 58  | 46 | 20 | 18 | 8  | 62 | 37  | +25  |
| 1964-1965 | Division Three           | 17/24      |            |            | 41  | 46 | 12 | 17 | 17 | 51 | 52  | -1   |
| 1965-1966 | Division Three           | 22/24      |            |            | 35  | 46 | 12 | 11 | 23 | 53 | 79  | -26  |
| 1966-1967 | Division Four            |            | 14/24      |            | 43  | 46 | 14 | 15 | 17 | 50 | 60  | -10  |
| 1967-1968 | Division Four            |            | 20/24      |            | 38  | 46 | 11 | 16 | 19 | 45 | 65  | -21  |
| 1968-1969 | Division Four            |            | 17/24      |            | 43  | 46 | 16 | 11 | 19 | 66 | 65  | +1   |
| 1969-1970 | Division Four            |            | 18/24      |            | 39  | 46 | 14 | 11 | 21 | 57 | 59  | -2   |
| 1970-1971 | Division Four            |            | 9/24       |            | 48  | 46 | 17 | 14 | 15 | 67 | 68  | -1   |
| 1971-1972 | Division Four            |            | 15/24      |            | 43  | 46 | 16 | 11 | 19 | 61 | 68  | -7   |
| 1972-1973 | Division Four            |            | 8/24       |            | 50  | 46 | 18 | 14 | 14 | 57 | 51  | +6   |
| 1973-1974 | Division Four            |            | 10/24      |            | 44  | 45 | 18 | 8  | 19 | 58 | 55  | +3   |
| 1974-1975 | Division Four            |            | 9/24       |            | 49  | 46 | 19 | 11 | 16 | 60 | 63  | -3   |
| 1975-1976 | Division Four            |            | 7/24       |            | 50  | 46 | 18 | 14 | 14 | 56 | 47  | +9   |
| 1976-1977 | Division Four            |            | 2/24       |            | 62  | 46 | 25 | 12 | 9  | 70 | 46  | +24  |
| 1977-1978 | Division Three           | 17/24      |            |            | 44  | 46 | 15 | 14 | 17 | 49 | 59  | -10  |
| 1978-1979 | Division Three           | 9/24       |            |            | 49  | 46 | 17 | 15 | 14 | 61 | 56  | +5   |
| 1979-1980 | Division Three           | 8/24       |            |            | 48  | 46 | 19 | 10 | 17 | 60 | 68  | -8   |
| 1980-1981 | Division Three           | 11/24      |            |            | 45  | 46 | 16 | 13 | 17 | 62 | 66  | -4   |
| 1981-1982 | Division Three           | 18/24      |            |            | 57  | 46 | 16 | 9  | 21 | 71 | 84  | -13  |
| 1982-1983 | Division Three           | 19/24      |            |            | 54  | 46 | 14 | 12 | 20 | 81 | 104 | -23  |
| 1983-1984 | Division Three           | 24/24      |            |            | 33  | 46 | 6  | 15 | 25 | 50 | 84  | -34  |
| 1984-1985 | Division Four            |            | 18/24      |            | 53  | 46 | 13 | 14 | 19 | 57 | 79  | -22  |
| 1985-1986 | Division Four            |            | 21/24      |            | 54  | 46 | 13 | 15 | 18 | 47 | 59  | -12  |
| 1986-1987 | Division Four            |            | 14/24      |            | 56  | 46 | 11 | 23 | 12 | 53 | 49  | +4   |
| 1987-1988 | Division Four            |            | 22/24      |            | 46  | 46 | 11 | 13 | 22 | 53 | 68  | -15  |
| 1988-1989 | Division Four            |            | 13/24      |            | 60  | 46 | 18 | 6  | 22 | 65 | 68  | -3   |
| 1989-1990 | Division Four            |            | 1/24       |            | 89  | 46 | 28 | 5  | 13 | 83 | 48  | +35  |
| 1990-1991 | Division Three           | 16/24      |            |            | 57  | 46 | 16 | 9  | 21 | 58 | 52  | +6   |
| 1991-1992 | Division Three           | 20/24      |            |            | 53  | 46 | 14 | 11 | 21 | 57 | 80  | -23  |
| 1992-1993 | Division Two             | 19/24      |            |            | 50  | 46 | 11 | 17 | 18 | 54 | 69  | -15  |
| 1993-1994 | Division Two             | 22/24      |            |            | 45  | 46 | 11 | 12 | 23 | 52 | 83  | -31  |
| 1994-1995 | Division Three           |            | 22/22      |            | 34  | 42 | 8  | 10 | 24 | 36 | 70  | -34  |
| 1995-1996 | Division Three           |            | 14/24      |            | 57  | 46 | 13 | 18 | 15 | 46 | 53  | -7   |
| 1996-1997 | Division Three           |            | 22/24      |            | 48  | 46 | 12 | 12 | 22 | 48 | 73  | -25  |
| 1997-1998 | Division Three           |            | 15/24      |            | 60  | 46 | 15 | 15 | 16 | 68 | 63  | +5   |
| 1998-1999 | Division Three           |            | 12/24      |            | 63  | 46 | 17 | 12 | 17 | 47 | 50  | -3   |
| 1999-2000 | Division Three           |            | 21/24      |            | 44  | 46 | 11 | 11 | 24 | 46 | 72  | -26  |
| 2000-2001 | Division Three           |            | 19/24      |            | 50  | 46 | 12 | 14 | 20 | 40 | 58  | -18  |
| 2001-2002 | Division Three           |            | 16/24      |            | 55  | 46 | 14 | 13 | 19 | 48 | 73  | -25  |
| 2002-2003 | Division Three           |            | 23/24      |            | 48  | 46 | 11 | 15 | 20 | 50 | 64  | -14  |
| 2003-2004 | Conference               |            |            | 6/22       | 69  | 42 | 19 | 12 | 11 | 71 | 57  | +14  |
| 2004-2005 | Conference National      |            |            | 6/22       | 71  | 42 | 20 | 11 | 11 | 71 | 50  | +21  |
| 2005-2006 | Conference National      |            |            | 7/22       | 63  | 42 | 18 | 9  | 15 | 65 | 48  | +17  |
| 2006-2007 | Conference National      |            |            | 5/24       | 78  | 46 | 22 | 12 | 12 | 67 | 48  | +19  |
| 2007-2008 | Conference National      |            |            | 4/24       | 83  | 46 | 22 | 17 | 7  | 83 | 58  | +25  |
| 2008-2009 | League Two               |            | 2/24       |            | 79  | 46 | 22 | 13 | 11 | 65 | 50  | +15  |
| 2009-2010 | League One               | 18/24      |            |            | 51  | 46 | 11 | 18 | 17 | 48 | 60  | -12  |
|           | Compétition nationale    | III        | IV         | V          |     |    |    |    |    |    |     |      |
| Saison    | Championnat              | Hiérarchie | Hiérarchie | Hiérarchie | Pts | J  | G  | N  | P  | Bp | Bc  | Diff |

## Finances
Le chiffre d'affaires du club pour la saison de League One 2009-2010 est de 3 millions de livres. En comparaison, sept clubs de ce championnat ont un chiffre d'affaires supérieur à 5 millions de livres : Leeds United Football Club, Norwich City Football Club, Southampton Football Club, Charlton Athletic Football Club, Millwall Football Club, Milton Keynes Dons Football Club et Huddersfield Town Football Club.
Sans compter les recettes éventuelles liées aux transferts et les primes obtenues dans les différentes coupes, les revenues du club en 2009-2010 se répartissent de la façon suivante :
1. Billetterie (46 %)
2. Sponsoring et aide de la Football League (28 %)
3. Sponsoring et produits dérivés (22 %)
4. Dons de la Trust and Supporters Groups (4 %)